# Васильєвка (Єрмекеєвський район)
Васи́льєвка (рос. Васильевка, башк. Васильевка) — присілок у складі Єрмекеєвського району Башкортостану, Росія. Входить до складу Єрмекеєвської сільської ради.
Населення — 7 осіб (2010; 17 в 2002).
Національний склад:
- росіяни — 70 %